# Acanthus volubilis
Acanthus volubilis là một loài thực vật có hoa trong họ Ô rô. Loài này được Wall. mô tả khoa học đầu tiên năm 1831.